# Фомёнково (Волгоградская область)
Фомёнково — село в Жирновском районе Волгоградской области России. Входит в состав Красноярского городского поселения.

## География
Село расположено на берегу реки Медведицы.

## История
В 1806 году крепостные крестьяне посёлка Красный Яр получают от государственной власти предложение перевозить соль с озера Эльтон до Николаевской слободы, за что им обещают освобождение от крепостной зависимости, от всех податей и от рекрутской повинности. Крестьяне пос. Красный Яр, основную часть которых составляли малороссияне, согласились, и к указанному сроку подготовили 500 пар волов с фурами. После двенадцати лет перевозки соли, крестьяне переходят в свободное состояние, приобретают земли и расселяются вокруг п. Красный Яр по хуторам (Гомулов В. И., «Очерки истории Жирновского района», гл. 2).
Хутор Фомёнков основан предположительно в 1809 году. Красноярское общество солевозов приобрело в соляной конторе кредит в 40 000 рублей для покупки новых земель. После покупки земель образовалось до 20 выселков из Красного Яра (среди них хутор Фоменков, слобода Неткачево и др.) (Гомулов В. И. «Очерки истории Жирновского района» гл. 2).
В 1860 году в Фомёнкове насчитывалось 32 двора, 138 душ мужского пола, 146 — женского пола.
По земской переписи 1886 года в хуторе проживало 98 домохозяев, 314 человек мужского пола, 285 человек женского пола, жилых домов было 114.
В 1929 г — коллективизация (Протокол номер 73 заседания бюро Нижне-Волжского краевого комитета от 21 сентября 1929 года, параграф 4: О сплошной коллективизации Нижне-Волжкого края).
1930—1940 — «раскулачивание», продразвёрстка (Гомулов В. И. «Очерки истории Жирновского района. Раскулачивание, как это было»).
1932—1933 — голод.
1941—1945 — Великая Отечественная война. Мужчины призываются в Красную Армию. Женщины работают в тылу: роют окопы, вяжут на фронт рукавицы, работают на полях. Время от времени вспыхивают эпидемии тифа.
В 1950-х годах на территории Фомёнково строится комплекс малой ГЭС, который выходит из строя приблизительно через семь лет эксплуатации. До 2002-го года объект не эксплуатируется, с 2002-го старое здание ГЭС сносят и строят новый объект.
В 1991 году распадается колхоз.
1993—1996 годы знаменательны для села волной переселенцев (беженцев) из Таджикистана и, частично, из Узбекистана.
4 августа 2010 года впервые за всю историю деревни священником Русской Православной Церкви Сергием (Горшковым) в Фомёнково была отслужена Обедница (часы, изобразительные антифоны) на которой присутствуют 22 человека из 54 проживающих в Фомёнково, в том числе пятеро детей. Все присутствующие на богослужении причастились запасными дарами.
2 сентября 2010 года в 15.00 в Фомёнково при ураганном ветре произошёл опустошительный пожар, охвативший всё село за несколько десятков минут и уничтоживший около 80 % строений, в том числе медпункт, часть кладбища.
С середины сентября 2010 года начинается восстановление сгоревшего села, его газификация. Ведутся работы по оснащению села водопроводом, канализацией, проводится интернет.

## Население
| 1897 | 1911 | 1987 | 2002 |
| ---- | ---- | ---- | ---- |
| 764  | 916  | ≈110 | 115  |

| 1860 | 1886 | 2010 |
| ---- | ---- | ---- |
| 284  | ↗599 | ↘92  |

## Инфраструктура
До пожара село делилось на две части Фомёнково и так называемый «посёлок ГЭС».
Посёлок ГЭС
Состоит из одной улицы (Энергетиков) и объекта ГЭС, включающий в себя новую гидроэлектростанцию, сад, возведённый в 50-е годы и хозпостройки тех же лет — гаражи, гостиницу, водонапорную башню, баню. На территории посёлка ГЭС имеется клуб, библиотека и магазин с нерегулярным завозом хлеба (три раза в неделю).
Фомёнково
До пожара 2 сентября 2010 года село состояло из двух улиц — ул. Победы и ул. Речной, а также двух переулков — Тихого и Дачного. Переулки выходили к реке Медведице и пойменным лесам, ул. Победы вела в степь и к Медведицкой гряде. В данный момент происходит перепланировка села: правая часть бывшей улицы Речной будет перенесена в другие места в связи с угрозой расширения оврага.